# 寛一郎
寛一郎（かんいちろう、1996年8月16日 - ）は、日本の俳優。東京都出身。ユマニテ所属。父は佐藤浩市、祖父は三國連太郎。

## 来歴・人物
芸名の寛一郎は本名。予定日より2か月早く生まれ、1600グラムの未熟児だったことから、大きくのびのび育って欲しい、寛大な心を持ってほしいとの意味を込めてつけられたという。
幼い頃から父・佐藤浩市に連れられ映画の現場を見て育ったため映画好きだったが、当初は俳優の道に進むことは考えておらず、俳優になることを決意したのは18歳の時であった。高校卒業後はロサンゼルスに短期留学する。
2017年に俳優デビュー（俳優として初めて演技をしたのは2016年秋に撮影が行われ、2018年に公開した映画『菊とギロチン』）。映画『心が叫びたがってるんだ。』を経て映画『ナミヤ雑貨店の奇蹟』での演技が評価され、第27回日本映画批評家大賞の新人男優賞を受賞。翌年には『菊とギロチン』で第92回キネマ旬報ベスト・テン新人男優賞と第33回高崎映画祭の最優秀新進俳優賞、第28回日本映画批評家大賞助演男優賞を受賞した。
2018年、ドラマ『ミッドナイト・ジャーナル 消えた誘拐犯を追え!七年目の真実』（テレビ東京）でテレビドラマ初出演。
2019年、『君がまた走り出すとき』で映画初主演。同年10月期ドラマ『グランメゾン東京』（TBS）で日曜劇場初出演で、ゴールデンプライムタイム連続ドラマに初めてレギュラー出演。
2020年、Amazon Prime Videoで配信されたドラマ『湘南純愛組!』でドラマ初主演。
2022年、『鎌倉殿の13人』（NHK）に公暁役で出演し、大河ドラマ初出演。

## 出演

### 映画
- 心が叫びたがってるんだ。（2017年7月22日、アニプレックス） - 田崎大樹 役
- ナミヤ雑貨店の奇蹟（2017年9月23日、KADOKAWA / 松竹） - 幸平 役
- 菊とギロチン（2018年7月7日、トランスフォーマー） - 古田大次郎 役
- チワワちゃん（2019年1月18日、KADOKAWA） - カツオ 役
- 君がまた走り出すとき（2019年3月2日、キャンター） - 主演・五十嵐翔太 役[10]
- 雪子さんの足音（2019年5月18日、旦々舎） - 湯佐薫 役
- 下忍 赤い影（2019年10月4日、AMGエンタテインメント） - 主演・竜 役[13]
- 下忍 青い影（2019年11月15日、AMGエンタテインメント） - 竜 役
- 一度も撃ってません（2020年7月3日、キノフィルムズ） - 五木要 役[14]
- 劇場（2020年7月17日、吉本興業） - 野原 役[15][16][17]
- 泣く子はいねぇが（2020年11月20日、バンダイナムコアーツ / スターサンズ） - 志波 役[18]
- AWAKE（2020年12月25日、キノフィルムズ） - 中島透 役[19]
- ホテルアイリス（2021年、台湾 / 2022年2月18日、日本公開）- 甥 役
- 月の満ち欠け（2022年12月2日、松竹） - 中西 役[20]
- せかいのおきく（2023年4月28日、東京テアトル / U-NEXT / リトルモア） - 中次 役[21]
- 首（2023年11月23日、KADOKAWA） - 森蘭丸 役[22][23]
- 身代わり忠臣蔵（2024年2月9日、東映） - 清水一学 役[24]
- プロミスト・ランド（2024年6月29日、マジックアワー / リトルモア） - 主演・礼二郎 役（杉田雷麟とW主演）[25][26]
- ナミビアの砂漠（2024年9月6日、ハピネットファントム・スタジオ） - ホンダ 役[27][28]
- シサㇺ（2024年9月13日、ナカチカピクチャーズ） - 主演・高坂孝二郎 役[29][30]
- グランメゾン・パリ（2024年12月30日、東宝 / ソニー・ピクチャーズ エンタテインメント） - 芹田公一 役[31]
- 爆弾（2025年10月31日公開予定、ワーナー・ブラザース映画、永井聡監督） - 伊勢 役[32]
- そこにきみはいて（2025年11月28日公開予定、日活） - 健流 役[33]
- たしかにあった幻（2026年2月公開予定、ハピネットファントム・スタジオ） - 迅 役[34]

### テレビドラマ
- ミッドナイト・ジャーナル 消えた誘拐犯を追え!七年目の真実（2018年3月30日、テレビ東京） - 岡田昇太 役
- 青と僕（2018年7月10日 - 8月14日、フジテレビ） - あいつ 役[35]
- ドロ刑 -警視庁捜査三課- 第3話（2018年10月27日、日本テレビ） ‐ 河原順平 役
- リーガルV〜元弁護士・小鳥遊翔子〜 第5話 - 最終話（2018年11月15日 - 12月13日、テレビ朝日） - 守屋至 役
- 悪党〜加害者追跡調査〜 第2話（2019年5月19日、WOWOW） - 早見剛 役
- グランメゾン東京（2019年10月20日 - 12月29日、TBS） - 芹田公一 役[36]
  - スペシャルドラマ グランメゾン東京（2024年12月29日、TBS）[37]
- ゴシップ#彼女が知りたい本当の○○（2022年1月6日 - 3月17日、フジテレビ） - 笹目虎太郎 役[38]
- プリズム（2022年7月12日 - 9月13日、NHK総合） - 荒木剛 役[39]
- オリバーな犬、 (Gosh!!) このヤロウ シーズン2（2022年9月20日 - 10月4日、NHK総合）[40]
- 大河ドラマ（NHK）
  - 鎌倉殿の13人 第39回・第42回 - 第45回（2022年10月16日・11月6日 - 27日） - 公暁 役[12][41]
  - べらぼう〜蔦重栄華乃夢噺〜 第11回・第12回・第16回（2025年3月16日・23日・4月20日） - 富本豊志太夫→富本豊前太夫 役[42][43]
- アクターズ・ショート・フィルム4「撮影/鏑木真一」（2024年3月15日、WOWOW）[44]
- 連続テレビ小説 ばけばけ（2025年後期放送予定、NHK） - 山根銀二郎 役[45]

### 舞台
- 2023年、『カスパー』 - カスパー役 （2023年3月19日 - 3月31日、池袋芸術劇場シアターイースト） （2023年4月9日、松下IMPホール）[46]

### ウェブドラマ
- 青と僕（2018年3月30日 - 4月1日、FOD） - あいつ 役[47][48]
- 湘南純愛組!（2020年2月28日、Amazon Prime Video） - 主演・鬼塚英吉 役[11]
- HEART ATTACK（2025年3月20日、FOD） - 主演・ウミン 役（三浦透子とW主演）[49]

### ミュージックビデオ
- KIRINJI「薄明 feat. Maika Loubté」（2021年12月8日）
- 米津玄師「がらくた」（2024年8月23日）

### 吹き替え
- 空海-KU-KAI- 美しき王妃の謎（2018年2月24日、東宝） - 丹龍 役[50]